# Olav V av Norge
Olav V, född som Alexander Edward Christian Frederik den 2 juli 1903 på Appleton House nära Sandringham i Norfolk, Storbritannien, död 17 januari 1991 i Holmenkollen utanför Oslo, var en norsk kunglighet. Han var född prins av Danmark, men genom faderns trontillträde som norsk kung 1905 förlorade han sin danska titel för att i stället växa upp som Norges kronprins. Han tillträdde som Norges kung den 21 september 1957.
I sin ungdom var Olav V seglare på elitnivå. I samband med den tyska ockupationen av Norge under andra världskriget lämnade kungafamiljen landet, men kom att spela en betydande roll för det norska folkets motståndsvilja. Inte minst den dåvarande kronprins Olav intog en viktig roll i motståndet och under en tid var kronprinsen Norges försvarschef. När ockupationsmakten kapitulerat var kronprinsen den första medlemmen av kungahuset som återvände till Norge.
Olav var gift med sin kusin prinsessan Märtha av Sverige, med vilken han fick tre barn. Hans insatser under krigsåren och prinsessan Märthas tidiga bortgång var två viktiga faktorer för den respekt och det förtroende som Olav V åtnjöt hos det norska folket. Han avled den 17 januari 1991 och efterträddes som norsk kung 1991 av sin ende son, Harald V.

## Biografi

### Barndom och utbildning

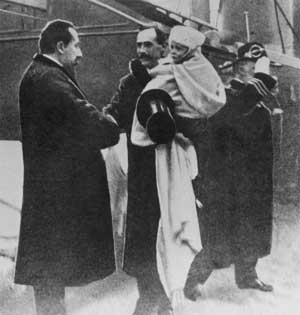
Kung Håkon ankommer till Norge som kung 25 november 1905 och bär sin son kronprins Olav på armen. De hälsas välkomna av statsminister Christian Michelsen.

Alexander Edward Christian Frederik föddes på Appleton House, beläget på ägorna till det brittiska kungliga slottet Sandringham House i Sandringham, Norfolk, England. Han var första och enda barn till prins Carl av Danmark och prinsessan Maud av Storbritannien. Han kallades prins Alexander av Danmark tills hans far 1905 valdes till ny kung av Norge. När fadern antog kunganamnet Håkon VII av Norge gav han också sin då två år gamla son ytterligare ett namn, nämligen Olav, och sonen kallades därefter Olav, kronprins av Norge.
Kronprins Olav följde med sina föräldrar till Norge och blev därmed den första norska prinsen som växte upp i landet sedan senmedeltiden. Han tog Examen Artium (ungefär studentexamen) på reallinjen vid Halling skola i Oslo 1921. Kronprinsen studerade därefter vid Krigsskolen, den norska arméns officersskola, där han tog examen 1924. Senare studerade han även statsvetenskap, historia och nationalekonomi vid Oxfords universitet (Balliol College).

### Giftermål, familj och kronprinsgården Skaugum

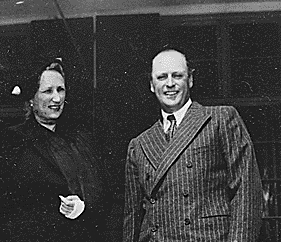
Dåvarande kronprinsessan Märtha och kronprins Olav av Norge, 1950.

Den 15 januari 1929 eklaterades förlovningen mellan kronprins Olav och prinsessan Märtha av Sverige, hans kusin på fädernet. Förlovningen mottogs väl i både Sverige och Norge. Prinsessan Märtha var sondotter till svenske kung Oscar II, som även varit Norges kung fram till unionsupplösningen 1905. Förlovningen togs därför som ett tecken på att såren efter unionsupplösningen nu var läkta.
Två månader senare, den 21 mars 1929, gifte sig paret i Vår Frelsers kirke i Oslo. Diplomaten och adelsmannen Fredrik Wedel-Jarlsberg gav kronprinsparet gården Skaugum i Asker strax utanför Oslo som bröllopsgåva. Med undantag för åren 1930–1932, då huvudbyggnaden brann ned och återuppbyggdes, samt ockupationstiden under andra världskriget, har Skaugum varit det norska kronprinsparets residens.
Olav och Märtha fick tre barn. Prinsessan Ragnhild Alexandra föddes den 9 juni 1930 på Kungliga Slottet i Oslo och prinsessan Astrid Maud Ingeborg den 12 februari 1932 i Villa Solbakken vid Skøyen, Oslo. Prins Harald, född 21 februari 1937 på Skaugum, var den första norska tronarvingen som fötts i Norge på 567 år.

### Andra världskriget
Den 9 april 1940 anfölls Norge av Nazi-Tyskland. Kungafamiljen, regeringen och flertalet stortingsrepresentanter hann lämna Oslo med tåg och stortinget sammanträdde i Hamar samma dag. Tyskarnas snabba framfart tvingade dem dock att fly till Elverum. Från Elverum fortsatte kronprinsessan Märtha och hennes tre barn till vidare till gränsen mot Sverige, medan kronprins Olav fortsatte att stå vid sin fars sida.
Kungen, kronprinsen och deras följe fortsatte i rask takt norrut och nådde så småningom Tromsø där en tillfällig huvudstad upprättades den 1 maj 1940. Kronprinsen och kungen inkvarterades i en skogsstuga vid Målselvdalen och skyddades av den lokala skytteföreningen. Den 7 juni evakuerades hela sällskapet till London ombord på den brittiska kryssaren HMS Devonshire i konvoj med HMS Glorious, HMS Acasta och HMS Ardent. Kungen och kronprins Olav bodde först i Rotherhithe i London, ett område med stark koppling till de skandinaviska länderna och där Den Norske Sjømannskirken var belägen. Senare flyttade exilregeringen till Foliejon Park i Winkfield, nära Windsor.
Kronprinsparet hade 1939 gjort en längre resa till USA och där lärt känna USA:s president Franklin D. Roosevelt och hans hustru Eleanor. Det amerikanska presidentparet bjöd nu kronprinsessan Märtha och de tre barnen att komma till USA och den 12 augusti lämnade familjen Sverige. Relationen till den amerikanske presidenten spelade en betydande roll för kronprins Olavs kontakter med den nya världsmakten och gav kronprinsessan en plattform för hennes strävan för Norges sak genom officiella besök och tal men också för hennes engagemang i bistånds- och flyktingarbete. Under 1942 reste också kronprins Olav till USA, för att där genomföra en föreläsningsturné om den norska frihetskampen.

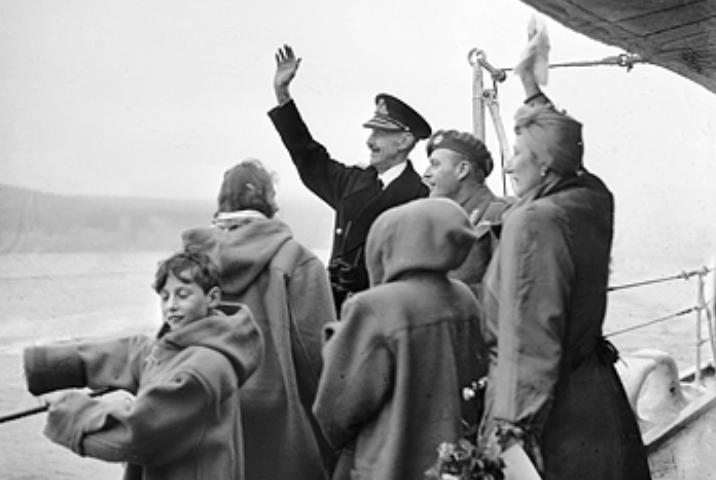
Kungafamiljen återvänder till Oslo i juni 1945.

Kronprins Olav tog annars en aktiv roll i exilregeringens arbete i London och den 30 juni 1944 utsågs han till Norges försvarschef. Han övertog ledningen av de norska styrkorna och ansvaret för kontakterna med de allierade, vilket bland annat innebar ett outtröttligt arbete för att säkra stöd till Norge vid en eventuell slutstrid mot ockupationsmakten. Norge var väl befäst och vid krigsslutet fanns flera hundra tusen tyska soldater i landet.
De löften kronprins Olav erhållit om stöd behövde dock aldrig nyttjas. Den 8 maj 1945 kapitulerade Tyskland och den 13 maj anlände kronprins Olav tillsammans med fem statsråd till Norge för att återupprätta regeringen. Till dess kung Håkon och kronprinsens familj återvände den 7 juni fungerade Olav som kronprinsregent. Sitt uppdrag som försvarschef lämnade han den 15 juli 1945.

### Trontillträdet
Drottning Maud hade avlidit redan 1938 och kronprinsessan Märtha hade fyllt en del av hennes uppgifter. Efter kriget vacklade kung Håkon VII:s hälsa och kronprinsparet fick allt oftare uppfylla de officiella plikterna. Även kronprins Olav skulle tidigt bli änkling och kronprinsessan Märthas död den 5 april 1954 var ett hårt slag.
Året därpå blev kung Håkon VII så allvarligt sjuk att Olav återigen kom att fungera som kronprinsregent. Kungen avled den 21 september 1957 och kronprinsen tillträdde tronen samma dag. Eftersom kungakröningen strukits ur grundlagen redan 1908 fanns ingen tydlig instruktion för hur tillträdet skulle gå till. Den kristet troende och historieintresserade kungen framförde en önskan om att få motta Guds välsignelse över sin kungagärning till biskopen i Nidaros och anknöt på så sätt till de kröningsceremonier som ordnats sedan 1100-talet.
Kung Olav V skulle senare oftast vara mycket lojal mot var tids sittande regering, men i frågan om kongesigning stod han fast vid sin hållning trots att statsminister Einar Gerhardsen och den socialdemokratiska regeringen helst varit utan ceremonin i Nidarosdomen. Regeringen försökte minska händelsens betydelse genom att begränsa antalet representanter för statsmakten, men biskop Arne Fjellbu bjöd in hela stortinget till gudstjänsten, som även sändes i radio. Samtidigt tog gudstjänsten inte formen av en kröning. I stället knäföll kung Olav framför högaltaret, varefter biskop Arne Fjellbu bad Gud välsigna kungen och hans gärning.
Traditionen har vidmakthållits genom att Olavs son och svärdotter också välsignades i en liknande gudstjänst i samband med deras trontillträde 1991.

### Kungen som idrottsman
Kung Håkon VII och drottning Maud beslutade att kronprinsen skulle uppfostras så norskt som möjligt och Olav fick tidigt pröva på skidsporter. Under hela sitt liv uppskattade han skidåkning och som ung prövade han även backhoppning i Holmenkollen.
Sina främsta framgångar nådde han inom segelsporten. Som kronprins deltog Olav i Olympiska Spelen i Amsterdam 1928, där han tävlade tillsammans med Johan Anker i segling och vann guld i 6mR klassen med båten Norna.
Kungen förblev aktiv idrottsutövare under större delen av sitt liv och under 1970-talets oljekriser införde norska regeringen körförbud för personbil under vissa helger och det berättas anekdotiskt att kungen då tog spårvagnen upp till Holmenkollen för att inte gå miste om en möjlig dag i skidspåren.

## Utmärkelser

### Ordnar och medaljer

Vapen med Serafimerordens kedja.

- Krigskorset
- Borgerdådsmedaljen
- Sankt Olavs Orden
- Norska förtjänstorden
- St. Olavsmedaljen
- Krigsmedaljen
- Deltagermedaljen
- Forsvarsmedaljen med laurbærgren

- San Martín Befriarens orden
- Leopoldsorden
- Elefantorden (1921)
- Dannebrogsorden (1921/1958)
- Kung Kristian X:s frihetsmedalj
- Salomos orden
- Finlands vita ros
- Hederslegionen
- Croix de guerre 1939–1945
- Médaille militaire
- Grekiska Frälsarens orden
- Sankt Georgs och Sankt Konstantins orden
- Krigskorset 1940
- Piusorden (1967)
- Pahlaviorden
- Grundare av Isländska falkorden (1955/1961)
- Republikens förtjänstorden (1965)
- Krysantemumorden
- Jugoslaviska Stjärnans orden
- Gyllene lejonets orden
- Aztekiska Örnorden
- Nederländska Lejonorden
- Oranienhusorden
- Krigsminneskorset
- Solorden
- Avizorden
- Jakobs Svärdsorden
- Gyllene skinnets orden
- Karl III:s orden
- Strumpebandsorden (1959)
- Tistelorden (1962)
- Bathorden
- Victoriaorden
- Mottagare av Victoriakedjan
- Kung Georg V:s silverjubileumsmedalj
- Kung Georg VI:s kröningsmedalj
- Drottning Elizabeth II:s kröningsmedalj
- Serafimerorden (1926)[1]
- Kung Gustaf V:s jubileumsminnestecken (1928)
- Kung Gustaf V:s jubileumsminnestecken (1948)
- Chakriorden (1960)
- Chula Chom Klao-orden
- Bundesverdienstkreuz
- Sachsiska husorden
- Legion of Merit (Chief Commander)
- Österrikiska förtjänstorden

## Militära hedersbeygelser
- Amiral i Storbritanniens flotta (1958), därefter Admiral of the Fleet (1988)

## Anfäder
|             |  |  |  |  |  |  |  |                        |  |  |  |  |  |  |  |                                   |  |  |  |  |  |  |  | Kung Kristian IX av Danmark          |
|             |  |  |  |  |  |  |  |                        |  |  |  |  |  |  |  |                                   |  |  |  |  |  |  |  |                                      |
|             |  |  |  |  |  |  |  |                        |  |  |  |  |  |  |  | Kung Fredrik VIII av Danmark      |  |  |  |  |  |  |  |                                      |
|             |  |  |  |  |  |  |  |                        |  |  |  |  |  |  |  |                                   |  |  |  |  |  |  |  |                                      |
|             |  |  |  |  |  |  |  |                        |  |  |  |  |  |  |  |                                   |  |  |  |  |  |  |  | Louise av Hessen-Kassel              |
|             |  |  |  |  |  |  |  |                        |  |  |  |  |  |  |  |                                   |  |  |  |  |  |  |  |                                      |
|             |  |  |  |  |  |  |  | Kung Håkon VII         |  |  |  |  |  |  |  |                                   |  |  |  |  |  |  |  |                                      |
|             |  |  |  |  |  |  |  |                        |  |  |  |  |  |  |  |                                   |  |  |  |  |  |  |  |                                      |
|             |  |  |  |  |  |  |  |                        |  |  |  |  |  |  |  |                                   |  |  |  |  |  |  |  | Kung Karl XV av Sverige & Norge      |
|             |  |  |  |  |  |  |  |                        |  |  |  |  |  |  |  |                                   |  |  |  |  |  |  |  |                                      |
|             |  |  |  |  |  |  |  |                        |  |  |  |  |  |  |  | Louise av Sverige & Norge         |  |  |  |  |  |  |  |                                      |
|             |  |  |  |  |  |  |  |                        |  |  |  |  |  |  |  |                                   |  |  |  |  |  |  |  |                                      |
|             |  |  |  |  |  |  |  |                        |  |  |  |  |  |  |  |                                   |  |  |  |  |  |  |  | Lovisa av Nederländerna              |
|             |  |  |  |  |  |  |  |                        |  |  |  |  |  |  |  |                                   |  |  |  |  |  |  |  |                                      |
| Kung Olav V |  |  |  |  |  |  |  |                        |  |  |  |  |  |  |  |                                   |  |  |  |  |  |  |  |                                      |
|             |  |  |  |  |  |  |  |                        |  |  |  |  |  |  |  |                                   |  |  |  |  |  |  |  | Albert av Sachsen-Coburg-Gotha       |
|             |  |  |  |  |  |  |  |                        |  |  |  |  |  |  |  |                                   |  |  |  |  |  |  |  |                                      |
|             |  |  |  |  |  |  |  |                        |  |  |  |  |  |  |  | Kung Edvard VII av Storbritannien |  |  |  |  |  |  |  |                                      |
|             |  |  |  |  |  |  |  |                        |  |  |  |  |  |  |  |                                   |  |  |  |  |  |  |  |                                      |
|             |  |  |  |  |  |  |  |                        |  |  |  |  |  |  |  |                                   |  |  |  |  |  |  |  | Drottning Viktoria av Storbritannien |
|             |  |  |  |  |  |  |  |                        |  |  |  |  |  |  |  |                                   |  |  |  |  |  |  |  |                                      |
|             |  |  |  |  |  |  |  | Maud av Storbritannien |  |  |  |  |  |  |  |                                   |  |  |  |  |  |  |  |                                      |
|             |  |  |  |  |  |  |  |                        |  |  |  |  |  |  |  |                                   |  |  |  |  |  |  |  |                                      |
|             |  |  |  |  |  |  |  |                        |  |  |  |  |  |  |  |                                   |  |  |  |  |  |  |  | Kung Kristian IX av Danmark          |
|             |  |  |  |  |  |  |  |                        |  |  |  |  |  |  |  |                                   |  |  |  |  |  |  |  |                                      |
|             |  |  |  |  |  |  |  |                        |  |  |  |  |  |  |  | Alexandra av Danmark              |  |  |  |  |  |  |  |                                      |
|             |  |  |  |  |  |  |  |                        |  |  |  |  |  |  |  |                                   |  |  |  |  |  |  |  |                                      |
|             |  |  |  |  |  |  |  |                        |  |  |  |  |  |  |  |                                   |  |  |  |  |  |  |  | Louise av Hessen-Kassel              |
|             |  |  |  |  |  |  |  |                        |  |  |  |  |  |  |  |                                   |  |  |  |  |  |  |  |                                      |